# Paramycodrosophila okadai
Paramycodrosophila okadai är en tvåvingeart som beskrevs av Addison Wynn 1990. Paramycodrosophila okadai ingår i släktet Paramycodrosophila och familjen daggflugor.
Artens utbredningsområde är Myanmar. Inga underarter finns listade i Catalogue of Life.